# الحصة من السوق

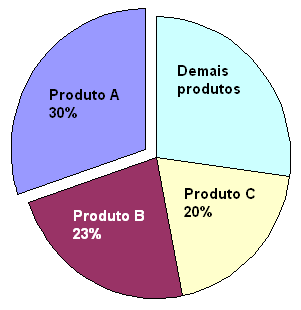

الحصة من السوق النسبة المئوية لمجموع المبيعات التي تحصل عليها الشركة في زمن معين. وحسابها بقسمة مبيعات الشركة في الزمن على مجموع مبيعات في السوق التي تختص به الشركة في نفس الزمن.